# Joaquín Caro Romero
Joaquín Caro Romero (Sevilla, 1940) es un poeta y crítico literario español. 

## Biografía
Nació junto al Palacio de las Dueñas. En 1962 creó junto con el poeta Rafael Laffón la colección poética La Muestra. Consiguió el premio Adonais en 1965 por El tiempo en el espejo. Otras obras del autor son Espinas en los ojos (1960), El transeúnte (1962), Tiempo sin nosotros (1969), Vivir sobre lo vivido. Antología poética 1960-1970 (1970), Antología de la poesía erótica española de nuestro tiempo (1973), Rafael Lasso de la Vega (1975) y El libro de las Grallas (1986). En 1979 fue elegido miembro de número de la Real Academia Sevillana de Buenas Letras.
Una de sus obras más representativas es el Himno a la Esperanza Macarena, dedicado a María Santísima de la Esperanza Macarena. Se casó en 1971 y es padre de tres hijas.

## Ensayos
- Jorge Guillén (1974)
- Ronda (1979)

## Premios
- Sánchez Bedoya de periodismo, en 1961

| Predecesor: Eduardo del Rey Tirado | Pregonero de la Semana Santa de Sevilla 2000 | Sucesor: Carlos Herrera Crusset |